# Augan
Augan település Franciaországban, Morbihan megyében. Lakosainak száma 1542 fő (2022. január 1.). Augan Campénéac, Beignon, Porcaro, Monteneuf, Réminiac, Caro és Ploërmel községekkel határos.

## Népesség
A település népességének változása:
| Lakosok száma | 1310 | 1302 | 1389 | 1375 | 1551 | 1574 | 1547 | 1526 | 1522 | 1542 |
|               | 1968 | 1982 | 1990 | 2006 | 2013 | 2015 | 2017 | 2019 | 2020 | 2022 |